# Wilfried Geeroms

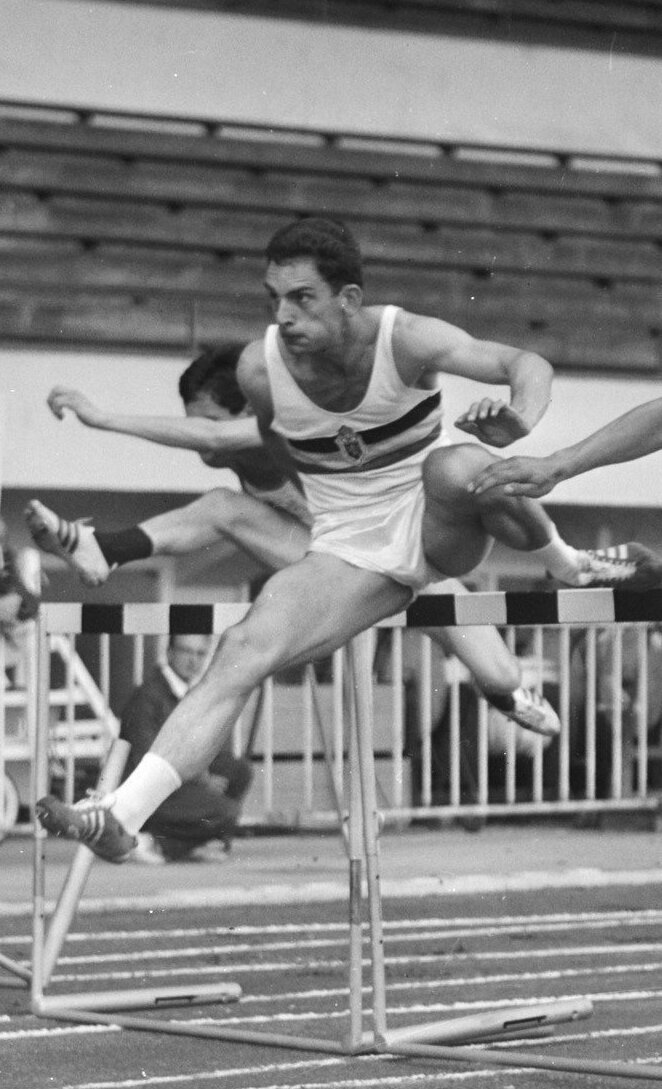
Wilfried Geeroms (1966)

Wilfried Geeroms (* 14. Juli 1941 in Schaerbeek/Schaarbeek; † 4. Mai 1999 in Jette) war ein belgischer Hürdenläufer.
1962 erreichte er bei den Europameisterschaften in Belgrad über 110 Meter Hürden das Halbfinale.
Bei den Olympischen Spielen 1964 in Tokio wurde er Achter über 400 Meter Hürden.
1966 schied er bei den Europameisterschaften in Budapest über 400 Meter Hürden im Halbfinale und über 110 Meter Hürden im Vorlauf aus.
Bei den Olympischen Spielen 1968 in Mexiko-Stadt kam er über 400 Meter Hürden und bei den Europameisterschaften 1969 in Athen über 110 Meter Hürden nicht über die erste Runde hinaus.
Neunmal wurde er Belgischer Meister über 110 Meter Hürden (1962, 1963, 1966–1970, 1973, 1974) und viermal über 400 Meter Hürden (1963, 1964, 1967, 1971).

## Persönliche Bestzeiten
- 110 m Hürden: 13,9 s, 7. Juli 1966, Hässleholm
- 400 m Hürden: 50,8 s, 26. Juni 1966, Siena